# 伊尹
伊尹（いいん）は、夏末期から殷（商）初期にかけての伝説的な政治家。商の成立に大きな役割を果たしたとされる。諱は摯（し）。

## 生涯
伝説によれば、伊尹の母は大洪水に巻き込まれ桑の大木と化し、その幹から伊尹が生まれたという。そこから伊尹は洪水神であると見る説が存在する。
成人後は料理人として有莘氏に仕え、有莘氏の娘が商の君主・子履に嫁ぐ際に、その付き人となったが、そこでその才能を子履に認められ、商の国政に参与し重きを成したとされる。
伊尹は、商が夏を滅ぼす際にも活躍し（鳴条の戦い）、商（殷）の成立に大きな役割を果たし、阿衡 (あこう）として天乙を補佐し、数百年続く商の基礎を固め、天乙の死後は、その子に当たる外丙と仲壬の二人の王を補佐したという。
天乙の孫・太甲が即位すると、伊尹は引き続きこれを補佐したが、太甲は放蕩を重ね国政を乱したので伊尹は太甲を桐 (とう）に追放し、自らは摂政としてこれに代わった。3年後、太甲が悔い改めたのを確認すると、再び彼を王に迎え自らは臣下の列に復したと伝えられる。ただし、『竹書紀年』は、伊尹は太甲を追放した後、自ら王となったが、7年後に太甲に討たれたとする。
伊尹は太甲の子・沃丁の時代に世を去ったという。子に伊陟があった。

## 評価
後世、伊尹は名臣として評価されているが、太甲の追放の一事に関しては、臣下でありながら主君を押し込めたこと、簒奪ではないかということが議論されることになる（孟子・尽心上篇）。有力な臣下が仲の悪い主君を追放したとする見方もある。実際、太甲の追放は、前漢の霍光とともに後世、自分に都合の悪い君主を追放したい有力者が、追放の口実とすることがままあった。

## 伊尹をあつかった作品
- 宮城谷昌光『天空の舟―小説・伊尹伝』文藝春秋